# I Did Something Bad
I Did Something Bad ist ein Song der US-amerikanischen Popsängerin Taylor Swift, der am 10. November 2017 auf ihrem sechsten Studioalbum Reputation erschien. Swift schrieb den Song mit den Produzenten Max Martin und Shellback. Obwohl der Song nie als Single veröffentlicht worden war, wurde er während der Reputation Stadium Tour live gesungen.

## Entstehung
Laut Swifts eigener Aussage schrieb sie den Song ursprünglich auf ihrem Klavier, auch das Endergebnis nicht so klinge.

„I had had a weird dream, and I had woken up with this. I had woken up with this sound in my head. It was a sound that was so hooky and so catchy, that I knew it had to be in a song, because it was that annoying, it wouldn’t stop going around in my head. Like after the chorus, that's what I wanna hear, but I don’t want it to be my voice, I want it to be an instrument. What instrument is that? So I was playing the voice memo to Max, and he’s like 'Oh, no, there’s not an instrument that can do that. But what we can do is, we can take your voice doing it, and pitch it down, so that it sounds like an enchantress/a dude.' So, that’s what you're hearing after the chorus.“

„Ich hatte einen eigenartigen Traum und ich wachte damit auf. Ich war mit diesem Sound in meinem Kopf aufgewacht. Es war so einprägsam und eingängig, dass ich wusste dieser müsste in den Song, denn er war so nervend, er sollte nicht aufhören mir durch den Kopf zu gehen. Gleich nach dem Chorus ist es das, was ich hören möchte, aber es sollte nicht meine Stimme, sondern ein Instrument sein. Welches Instrument ist das? So spielte ich die Voice Memo zu Max und er meinte:’Oh, nein, es gibt kein Instrument, das das kann. Aber was wir machen können, ist folgendes: Wir können deine Stimme so aufnehmen und pitchen sie tiefer, sodass es sich wie eine Zauberin/ein Typ anhört, Das ist es, was ihr in dem Chorus hört.“

## Chartplatzierungen
In der Woche vom 23. Dezember 2017 erreichte I Did Something Bad Platz 14 der US-amerikanischen Bubbling-Under-Hot-100-Charts.

## Auszeichnungen für Musikverkäufe
| Land/Region                  | Auszeichnungen für Musikverkäufe (Land/Region, Auszeichnung, Verkäufe) | Verkäufe |
| ---------------------------- | ---------------------------------------------------------------------- | -------- |
| Vereinigtes Königreich (BPI) | Silber                                                                 | 200.000  |
| Insgesamt                    | 1× Silber ·                                                            | 200.000  |

Hauptartikel: Taylor Swift/Auszeichnungen für Musikverkäufe/Lieder